# Armadillidium cavannai
Armadillidium cavannai är en kräftdjursart som beskrevs av Arcangeli 1960. Armadillidium cavannai ingår i släktet Armadillidium och familjen klotgråsuggor. Inga underarter finns listade i Catalogue of Life.